# Gunilla Nillan Holmgren
Gunilla Nillan Holmgren, född 3 oktober 1946 i Karlstad är en svensk mönsterformgivare, bildkonstnär, pedagog och textilkonstnär.
Holmgren studerade vid Nyckelviksskolan på Lidingö 1970-1971, Gerlesborgsskolan i Stockholm och Bohuslän 1971, Stadsmissionens vävskola i Stockholm 1972, HV Handarbetets Vänner på Djurgården 1973, och Konstfackskolan i Stockholm 1972-1977. 
Separat har hon ställt ut på bland annat Länsmansgården i Åkersberga, Galleri Benickebrinken i Stockholm, Kulturhuset Borgen i Gislaved, Textilgruppen i Stockholm, Galleri HP i Halmstad, Galleri Kvarnen i Sundborn, Flamenska galleriet i Borås och Rådhuset i Södertälje. Hon har medverkat i samlingsutställningar med bland annat Konstfrämjandet i Stockholm, Kastellet i Vaxholm, Abrahamsgården i Norberg, Vårsalongen på Liljevalchs, Konstnärshuset i Stockholm, Europeiska patentverket i München, Vandringsutställning i Chile, Konsthallen i Tällberg, Kalmar konstmuseum, Nacka Konsthall, Nordiskt Forum i Åbo, Ålands Konstmuseum i Mariehamn, Märta Måås Fjetterström i Båstad, Konst i Roslagen, Textilmuseet Herning i Danmark, Bukowski i Stockholm, Rackstadmuseet, Textilmuseet i Borås och Art Fair i Sollentuna.
Bland hennes offentlig utsmyckningsuppdrag märks Kevinge servicehus i Danderyd, Ericsson, Nacka strand, Dalarnas läns landsting, Kulturskeppet i Åkersberga, SL Skulpturer i Åkersberga och en huvudridå till Åkersberga nya teater.
Hon har tilldelats Svensk Form utlandsstipendium 1982, Grundersättning från Konstnärsnämnden 1983-1987, Visningsersättning från BUS 1988, Konstnärsstipendiet från Konstnärsnämnden 1990, 1993 och 1996, Resestipendium från Konstnärsnämnden 1992, Estrid Erikssons stipendiefond 1997, Kulturföreningen Sverige-Finland 1997 och 2000, Österåkers kommuns kulturstipendium 1998, Lions Kulturstipendium 2004 och Maj Bring från Föreningen Svenska Konstnärinnor 2005
Hennes konst består i bildvävnader, gobelänger, efter egna skisser och bildkonst målat i tempera. Vid sidan av sitt eget skapande har hon varit verksam som formgivare vid Märta Måås-Fjetterström i Båstad, samt verkat som lärare i bland annat textiltryck, färg och form.
Holmgren är representerad i Statens Konstråd samt ett flertal banker, kommuner och landsting.